# Zig et Puce
Pour les articles homonymes, voir Zig.
Zig et Puce est une série de bande dessinée créée en 1925 par Alain Saint-Ogan.
Cette série paraît initialement dans Le Dimanche illustré, supplément hebdomadaire pour la jeunesse du quotidien L’Excelsior.

## Synopsis
Zig et Puce cherchent par tous les moyens à atteindre l'Amérique pour y devenir millionnaires, mais leur voyage est souvent contrarié soit par manque d'argent soit par accident. Il s'ensuit qu'ils voyagent partout dans le monde en cherchant toujours à atteindre l'Amérique.
C'est lors d'un de ces voyages, où ils se retrouvent au pôle Nord, qu'ils rencontrent Alfred, qui les accompagnera ensuite dans leurs pérégrinations.

## Personnages
Sous Alain Saint-Ogan, Zig et Puce font la connaissance de la charmante Dolly et de son oncle richissime, de même que du bandit Musgrave.
Greg s'inspirera de ces personnages quand il reprendra la série, changeant le nom de Dolly en Sheila, et l'oncle de celle-ci devenant son père, qu'il nommera Poprocket.

### Alfred: Pingouin ou manchot?
Alain Saint-Ogan aurait pu prendre pour modèle d'Alfred le grand pingouin, aujourd'hui disparu à cause de son extermination par les humains (1844). Ce grand pingouin, contrairement au petit, le pingouin torda, ne volait pas, mesurait environ 70 cm pour 5 à 7 kg, et portait un grand bec en forme de lame de couteau.[Interprétation personnelle ?] (source : Le Grand Pingouin de Henri Gourdin, Actes Sud 2008)[réf. à confirmer]

## Historique

### Naissance
Alain Saint-Ogan crée, à la demande de Henri de Weindel et Camille Ducray, responsables d'édition, les personnages de Zig et Puce pour remplacer au dernier moment une page de publicité manquante à la dernière page dans Le Dimanche illustré, supplément dominical au journal L’Excelsior.
La série Zig et Puce fait ainsi, par hasard, ses débuts dans le n° 11 du 3 mai 1925.

### Alain Saint-Ogan
D'abord une suite de gags, la série se transforme graduellement en récits d'aventure plus structurés.
Dans le n° 148 du 27 décembre 1925, Zig et Puce font la connaissance du pingouin Alfred, qu'ils adoptent.
Les lecteurs écrivent en masse et réclament leur présence plus régulière ; ce qui sera fait dès le n° 202 du 9 janvier 1927.
Zig et Puce sont les premiers héros d'expression française à s'exprimer par bulles de façon régulière.
À partir de 1927, le pingouin Alfred déclenche un phénomène de mode sans précédent, faisant l'objet, peut-être pour la première fois, de produits dérivés.
Il devient la mascotte de différentes personnalités, dont :
- Mistinguett, chanteuse française, qui s'affiche avec une peluche à l'effigie d'Alfred
- Charles Lindbergh, aviateur américain, qui, à son arrivée à Paris lors de sa traversée historique de l'Atlantique en avion en solitaire, reçoit d'une dame américaine une peluche à l'effigie d'Alfred qu'il installera dans la carlingue de son avion en repartant de Paris pour Bruxelles.
- Gaston Doumergue, président de la République française.

La série fait par ailleurs l'objet de traduction dès cette époque, comme en néerlandais dans De Humorist de 1930 à 1933.
Zig et Puce fait alors l’objet de plusieurs adaptations pour le théâtre par Thérèse Lenôtre. Zig et Puce en 1927, Zig et Puce et le serpent de mer en 1929 et Zig et Puce policiers en 1934. Ces pièces mêlent théâtre chants et danses, avec pour certaines la participation de clowns et spectacles animaliers. Elles sont jouées par le Théâtre du Petit-Monde, une troupe d'enfants créé par Pierre Humble. En 1950, une pièce sera reprise par Thérèse Lenôtre sous le nom Zig et Puce en Angleterre.
En 1937, des adaptations sont aussi réalisées pour la radio, Le voyage de Zig et Puce et Les Nouvelles Aventures de Zig et Puce, comédie de Thérèse Lenotre.
La chanteuse Chantal Goya leur consacre une chanson en 2006.
Dans la même période, chansons et pièces de théâtre mettent en scène les personnages de la série Zig et Puce.
La réplique « T'as le bonjour d'Alfred », dite régulièrement après que Zig et Puce ont défait un adversaire, devient une expression du langage courant utilisée lorsqu'on vient de donner une leçon à quelqu'un.
La série Zig et Puce sert de modèle à Hergé, jeune débutant, créateur de Tintin, qui vient rendre visite à Alain Saint-Ogan à Paris en 1931 pour lui demander conseil. On peut reconnaître l'influence de Zig et Puce dans la série Quick et Flupke d'Hergé.
La série Zig et Puce connaît ainsi un grand succès jusqu'à un premier arrêt en 1956.

### Greg
Elle est reprise, en accord avec Alain Saint-Ogan, par Greg, qui la modernise, entre 1963 et 1970 dans le Journal de Tintin.

### Influence
En 1974, Alfred devient la mascotte du Festival international de la bande dessinée d'Angoulême.

## Albums

### Alain Saint-Ogan
1. Zig et Puce, 1927.
2. Zig et Puce millionnaires, Hachette, 1928, 40 p. (lire en ligne).
3. Zig, Puce et Alfred, 1929.
4. Zig et Puce à New-York, Hachette, 1930, 40 p. (lire en ligne).
5. Zig et Puce cherchent Dolly, Hachette, 1931, 40 p. (lire en ligne).
6. Zig et Puce aux Indes, 1932.
7. Zig, Puce et Furette, Hachette, 1933, 40 p. (lire en ligne).
8. Zig, Puce et la petite princesse, Hachette, 1934, 40 p. (lire en ligne).
9. Zig et Puce au XXIe siècle, 1935.
10. Zig et Puce Ministres, 1938.
11. Zig et Puce et le Professeur Médor, 1941.
12. Revoilà Zig et Puce, 1947.
13. Zig et Puce et l’homme invisible, 1949[10].
14. Zig et Puce et le complot, 1950.
15. Zig et Puce et le cirque, 1951.
16. Zig et Puce en Éthiopie, 1952.
17. Zig et Puce sur Vénus, 2000.
18. Zig, Puce, Nénette et la baronne Truffe, 2001.

### Greg
1. Le Voleur fantôme, 1965.
2. S.O.S. “Sheila”, 1966.
3. Prototype Zéro-Zéro, 1967.
4. La Pierre qui vole, 1968.
5. Les Frais de la princesse, 1970.
6. Zig et Puce contre le légume boulimique.

## Adaptations théâtrales
- 1927 : Zig et Puce, comédie en 5 actes par Thérèse Lenôtre, Théâtre du Petit-Monde au Théâtre de la Madeleine
- 1929 : Zig et Puce et le serpent de mer, comédie en 4 actes par Thérèse Lenôtre, Théâtre du Petit-Monde aux Folies-Wagram
- 1934 : Zig et Puce policiers, comédie en 6 tableaux par Thérèse Lenôtre, Théâtre du Petit-Monde. Première le 22 février 1934 au Théâtre de la Madeleine
- 1936 : Zig et Puce, comédie en 4 actes par Thérèse Lenôtre, Théâtre du Petit-Monde.au Théâtre Sarah-Bernhardt
- 1950 : Zig et Puce en Angleterre, comédie en 3 actes par Thérèse Lenôtre Théâtre du Petit-Monde au Théâtre de la Gaîté-Lyrique et en 1951 au Théâtre de l'Ambigu

## Discographie
En avril 1932, la firme Columbia enregistre 6 disques 78 tours 25 cm de Zig et Puce. Les interprètes sont Suzanne Feyrou (Puce), Mme Janyl (Zig), Mme Cardella (Doly) et M. Dorval,.
- DF 984 : Zig et Puce au cirque et Zig et Puce chanteurs des rues
- DF 985 : Zig et Puce chez les nègres et Zig et Puce sur la Canebière
- DF 986 : Ce n’est pas là que nous allons et Zig et Puce dans la brousse
- DF 987 : Zig et Puce font de la T.S.F. et Zig et Puce lutteurs
- DF 988 : Zig et Puce arrivent à New-York et Départ manqué
- DF 989 : Deux aventures et La fête chez Dolly